# Kostume
Et kostume er en dragt til brug for optræden eller udklædning. Et kostume giver indtryk af, at bæreren er en anden end normalt og kan bruges ved fastelavn, karneval og ved optræden på teater, film og tv.

## Forskellige kostumer

### Professionelt
Nogle af de steder, man kan se kostumer, er på teater, film og tv. Kostumer og andre virkemidler kan hjælpe skuespillerne med at gengive personernes alder, køn, erhverv, socialklasse, etnicitet og give informationer om det historiske tidspunkt, geografiske sted, tiden på dagen, årstiden og vejret. Ofte bliver kostumerne overdrevet for at fremhæve bestemte aspekter som hos personer som Harlekin og Pjerrot i Commedia dell'arte.
En anden brug af kostumer er ved sportsbegivenheder med maskotter. Også firmaer og foreninger kan have maskotter til underholdning som ved sceneshows for børn i forlystelsesparker, indkøbscentre og lignende. Det kan være heldækkende kostumer, så de optrædende fuldstændig ser ud som de fiktive figurer. 
Det kendes under det japanske begreb kigurumi og benyttes også af privatpersoner. 

### Helligdage og festivaler
Det at have kostumer på er en vigtig del af en række helligdage og festivaler som Mardi Gras og halloween og i mindre omfang i forbindelse med religiøse helligdage som jul og påske. Mardi Gras-kostumer er som regel  narre og andre fantasifigurer, mens halloween-kostumer traditionelt tager udgangspunkt i overnaturlige væsener som spøgelser, vampyrer og engle. Ved jul og påske optræder mytiske figurer som Julemanden eller Påskeharen. Kostumer kan også bruges til Uncle Sam på den amerikanske uafhængighedsdag.

### Børn
Kostumer kan bruges af børn til udforskning og rollespil. Børn kan klæde sig ud som historiske eller fiktive personer: pirater, cowboys eller prinsesser, som sygeplejeske eller brandmand, eller som de dyr i zoologiske haver og på bondegårde. Generelt er de mindre drenge i kostumer, der understøtter stereotype ideer om det at være mandlig, mens mindre piger foretrækker kostumer, der understøtter stereotype ideer om det at være kvindelig.

### Cosplay
Cosplay er et ord af japansk oprindelse, der betyder "costume play". Det dækker over kostumer til at gengive fiktive personer ikke mindst fra manga og anime. Det har til en vis grad karakter af subkultur og ses ved anime conventions og lignende. Mange af dem er originale designs eller hjemmelavede og unikke, afhængigt af hvad cosplayeren søger at gengive. Kostumerne vurderes ofte ud fra, hvor godt de gengiver det ønskede.
I familie med cosplay er kigurumi samt fursuits, der minder meget om maskotkostumer og bruges til at vise dyr eller dyreagtige personligheder.